# Coastweek
Le Coastweek est un quotidien généraliste de langue anglaise fondé en 1978 à Mombasa au Kenya.
Centrés sur l'information régionale, dont les heures de marée haute et basse sur toute la côte kényane, les articles traités concernent aussi l'actualité nationale et internationale. Depuis 1996, l'édition « papier » est accompagnée d'une édition « en ligne » gratuite. Cette édition en ligne a reçu de l’IAWMD quatre fois la plus haute récompense pour le design, le contenu et la créativité.
Affilié à l'agence de presse Xinhua, le journal possède un reporter basé à Nairobi.